# Basquetebol nos Jogos Olímpicos de Verão de 2024 - 3x3 masculino
O torneio masculino de basquetebol 3x3 nos Jogos Olímpicos de Verão de 2024 foi realizado entre  30 de julho e 5 de agosto de 2024 na Praça da Concórdia, em Paris.
Os Países Baixos derrotaram a França por 18–17 em uma final muito disputada para ganhar a medalha de ouro. Na disputa pelo bronze, a Lituânia superou a Letônia, que foi a melhor seleção da primeira fase, por 21–18.

## Medalhistas
|  | NED Países Baixos                                             |  | FRA França                                                    |  | LTU Lituânia                                                          |
|  | Jan Driessen Dimeo van der Horst Arvin Slagter Worthy de Jong |  | Lucas Dussoulier Timothé Vergiat Jules Rambaut Franck Seguela |  | Šarūnas Vingelis Gintautas Matulis Aurelijus Pukelis Evaldas Džiaugys |

## Calendário
| G | Fase de grupos | QF | Quartas de final | SF | Semifinais | B | Disputa pelo bronze | F | Final |

| DataEvento    | Ter 30 | Qua 31 | Qui 1 | Sex 2 | Sáb 3 | Dom 4 | Dom 4 | Seg 5 | Seg 5 | Seg 5 |
| ------------- | ------ | ------ | ----- | ----- | ----- | ----- | ----- | ----- | ----- | ----- |
| 3x3 masculino | G      | G      | G     | G     |       | G     | QF    | SF    | B     | F     |

## Qualificação
Oito equipes participaram do torneio de basquete 3x3 masculino, com cada Comitê Olímpico Nacional (CON) enviando uma lista de três jogadores e um substituto. O processo de qualificação consistiu em quatro fases, uma baseada no ranking FIBA e as demais três em torneios de qualificação olímpicas:
- A primeira fase deu três vagas para os CONs mais bem classificados no ranking mundial da FIBA de 1º de novembro de 2023. No entanto, não mais do que dois CONs de um continente poderiam se classificar nesta via. Uma vaga também foi garantida para a nação anfitriã para apenas um dos eventos 3x3, que foi dado a França no torneio 3x3 feminino.
- A segunda fase consistiu no primeiro de três torneios olímpicos de universalidade promovidos pela FIBA, onde uma vaga foi concedida ao CON mais bem posicionado dentre sete CONs participantes, além da França (por ser o país anfitrião).
- A terceira fase foi um torneio olímpico que concedeu uma vaga para a equipe mais bem posicionada entre os CONs mais bem colocados de cada torneio continental, os anfitriões do torneio e o anfitrião das Olimpíadas, caso ainda não qualificados.
- A quarta fase viu os dezesseis CONs elegíveis com melhor classificação no ranking da FIBA, incluindo o anfitrião do torneio e o anfitrião das Olimpíadas, se ainda não qualificados, participarem da última qualificação olímpica com os três primeiros garantindo as vagas restantes para Paris 2024.[4]

| Método                                               | Data                   | Local      | Vagas | Classificados                   |
| ---------------------------------------------------- | ---------------------- | ---------- | ----- | ------------------------------- |
| País-sede                                            | —                      | —          | 0     | —                               |
| Ranking Mundial FIBA 3x3                             | 1 de novembro de 2023  | —          | 3     | China · Estados Unidos · Sérvia |
| Torneio de Qualificação Olímpica de Universalidade 1 | 12–24 de abril de 2024 | Hong Kong  | 1     | Letônia                         |
| Torneio de Qualificação Olímpica de Universalidade 2 | 3–5 de maio de 2024    | Utsunomiya | 1     | Países Baixos                   |
| Torneio Pré-Olímpico FIBA 3x3                        | 16–19 de maio de 2024  | Debrecen   | 3     | França · Lituânia · Polônia     |
| Total                                                |                        |            | 8     |                                 |

## Formato
As oito equipes classificadas disputaram uma primeira fase onde todas jogaram contra todas. As equipes que finalizaram no primeiro e no segundo lugar avançaram diretamente para as semifinais e as classificadas do terceiro ao sexto lugar jogaram um play-in de quartas de final. A partir daí, foi seguido o sistema eliminatório até a definição das medalhas.

## Árbitros
Os seguintes árbitros foram selecionados para o torneio.
- CHN Shi Qirong
- FRA Najib Chajiddine
- HKG Edmond Ho
- HUN Brigitta Csabai-Kaskötő
- KOR Kim Ga-in
- POL Marek Maliszewski
- ROU Vlad Ghizdareanu
- SRB Jasmina Juras
- SUI Eric Bertrand
- SUI Markos Michaelides
- USA Deanna Jackson

## Equipes
| Seleção        | Jogadores          | Jogadores         | Jogadores         | Jogadores           |
| -------------- | ------------------ | ----------------- | ----------------- | ------------------- |
| Sérvia         | Strahinja Stojačić | Dejan Majstorović | Mihailo Vasić     | Marko Branković     |
| Estados Unidos | Canyon Barry       | Jimmer Fredette   | Kareem Maddoxv    | Dylan Travis        |
| Lituânia       | Evaldas Džiaugys   | Gintautas Matulis | Aurelijus Pukelis | Šarūnas Vingelis    |
| China          | Zhang Ning         | Lu Wenbo          | Zhao Jiaren       | Zhu Yuanbo          |
| Países Baixos  | Worthy de Jong     | Arvin Slagter     | Jan Driessen      | Dimeo van der Horst |
| França         | Lucas Dussoulier   | Jules Rambaut     | Franck Seguela    | Timothé Vergiat     |
| Letônia        | Kārlis Lasmanis    | Nauris Miezis     | Zigmārs Raimo     | Francis Lācis       |
| Polônia        | Adrian Bogucki     | Filip Matczak     | Michał Sokołowski | Przemysław Zamojski |

## Primeira fase
Na primeira fase as seleções integraram um grupo único de oito equipes, com os jogos disputados em formato todos-contra-todos. Os dois primeiros avançaram direto as semifinais e do terceiro ao sexto colocado para o play-in.
|  | Equipes classificadas às semifinais |
|  | Equipes classificadas ao play-in    |

| Pos. | Equipe         | J | V  | D | PF  | PC  | Dif |
| ---- | -------------- | - | -- | - | --- | --- | --- |
| 1    | Letônia        | 7 | 7  | 0 | 147 | 103 | +44 |
| 2    | Países Baixos  | 7 | 5  | 2 | 133 | 112 | +21 |
| 3    | Lituânia       | 7 | 4† | 3 | 134 | 125 | +9  |
| 4    | Sérvia         | 7 | 4† | 3 | 129 | 123 | +6  |
| 5    | França         | 7 | 3  | 4 | 131 | 132 | –1  |
| 6    | Polônia        | 7 | 2‡ | 5 | 116 | 139 | –23 |
| 7    | Estados Unidos | 7 | 2‡ | 5 | 116 | 138 | –22 |
| 8    | China          | 7 | 1  | 6 | 107 | 141 | –34 |

Regras para classificação: 1) Vitórias; 2) Confronto direto; 3) Pontos marcados.
†Lituânia 20–18 Sérvia

‡Estados Unidos 17–19 Polônia
| 30 julho 2024 18:35 | Relatório | Letônia       | 21–14 | Lituânia       |  | Praça da Concórdia, Paris Árbitros: POL Marek Maliszewski SRB Jasmina Juras |  |
| 30 julho 2024 18:35 | Relatório | Pts: Miezis 9 |       | Pts: Pukelis 8 |  | Praça da Concórdia, Paris Árbitros: POL Marek Maliszewski SRB Jasmina Juras |  |

| 30 julho 2024 19:05 | Relatório | China        | 16–21 | Países Baixos  |  | Praça da Concórdia, Paris Árbitros: SUI Markos Michaelides FRA Najib Chajiddine |  |
| 30 julho 2024 19:05 | Relatório | Pts: Zhang 7 |       | Pts: De Jong 9 |  | Praça da Concórdia, Paris Árbitros: SUI Markos Michaelides FRA Najib Chajiddine |  |

| 30 julho 2024 22:05 | Relatório | Polônia                  | 19–21 | França            |  | Praça da Concórdia, Paris Árbitros: HUN Brigitta Csabai-Kaskötő ROU Vlad Ghizdareanu |  |
| 30 julho 2024 22:05 | Relatório | Pts: Bogucki, Zamojski 6 |       | Pts: Dussoulier 9 |  | Praça da Concórdia, Paris Árbitros: HUN Brigitta Csabai-Kaskötő ROU Vlad Ghizdareanu |  |

| 30 julho 2024 22:35 | Relatório | Sérvia           | 22–14 | Estados Unidos |  | Praça da Concórdia, Paris Árbitros: ROU Vlad Ghizdareanu HKG Edmond Ho |  |
| 30 julho 2024 22:35 | Relatório | Pts: Branković 8 |       | Pts: Maddox 6  |  | Praça da Concórdia, Paris Árbitros: ROU Vlad Ghizdareanu HKG Edmond Ho |  |

| 31 julho 2024 18:35 | Relatório | Letônia         | 21–12 | Países Baixos  |  | Praça da Concórdia, Paris Árbitros: HUN Brigitta Csabai-Kaskötő USA Deanna Jackson |  |
| 31 julho 2024 18:35 | Relatório | Pts: Lasmanis 8 |       | Pts: de Jong 7 |  | Praça da Concórdia, Paris Árbitros: HUN Brigitta Csabai-Kaskötő USA Deanna Jackson |  |

| 31 julho 2024 19:05 | Relatório | Sérvia             | 15–21 | China         |  | Praça da Concórdia, Paris Árbitros: SUI Markos Michaelides BOT Dorothy Okatch |  |
| 31 julho 2024 19:05 | Relatório | Pts: Majstorović 7 |       | Pts: Zhang 11 |  | Praça da Concórdia, Paris Árbitros: SUI Markos Michaelides BOT Dorothy Okatch |  |

| 31 julho 2024 22:05 | Relatório | Lituânia                 | 20–21 | França         |  | Praça da Concórdia, Paris Árbitros: HKG Edmond Ho CHN Shi Qirong |  |
| 31 julho 2024 22:05 | Relatório | Pts: Džiaugys, Pukelis 7 |       | Pts: Rambaut 9 |  | Praça da Concórdia, Paris Árbitros: HKG Edmond Ho CHN Shi Qirong |  |

| 31 julho 2024 22:35 | Relatório | Estados Unidos       | 17–19 | Polônia        |  | Praça da Concórdia, Paris Árbitros: SRB Jasmina Juras ROU Vlad Ghizdareanu |  |
| 31 julho 2024 22:35 | Relatório | Pts: Barry, Travis 6 |       | Pts: Bogucki 7 |  | Praça da Concórdia, Paris Árbitros: SRB Jasmina Juras ROU Vlad Ghizdareanu |  |

| 1 agosto 2024 10:05 | Relatório | Países Baixos                 | 19–21 | Sérvia           |  | Praça da Concórdia, Paris Árbitros: SUI Markos Michaelides HUN Brigitta Csabai-Kaskötő |  |
| 1 agosto 2024 10:05 | Relatório | Pts: Van der Horst, De Jong 8 |       | Pts: Branković 9 |  | Praça da Concórdia, Paris Árbitros: SUI Markos Michaelides HUN Brigitta Csabai-Kaskötő |  |

| 1 agosto 2024 10:35 | Relatório | China        | 8–22 | Letônia      |  | Praça da Concórdia, Paris Árbitros: USA Deanna Jackson SRB Jasmina Juras |  |
| 1 agosto 2024 10:35 | Relatório | Pts: Zhang 6 |      | Pts: Lācis 8 |  | Praça da Concórdia, Paris Árbitros: USA Deanna Jackson SRB Jasmina Juras |  |

| 1 agosto 2024 13:25 | Relatório | Lituânia         | 21–12 | Polônia        |  | Praça da Concórdia, Paris Árbitros: SUI Markos Michaelides USA Deanna Jackson |  |
| 1 agosto 2024 13:25 | Relatório | Pts: Džiaugys 10 |       | Pts: Bogucki 6 |  | Praça da Concórdia, Paris Árbitros: SUI Markos Michaelides USA Deanna Jackson |  |

| 1 agosto 2024 14:05 | Relatório | Países Baixos    | 20–13 | França         |  | Praça da Concórdia, Paris Árbitros: SRB Jasmina Juras HUN Brigitta Csabai-Kaskötő |  |
| 1 agosto 2024 14:05 | Relatório | Pts: Džiaugys 10 |       | Pts: Bogucki 6 |  | Praça da Concórdia, Paris Árbitros: SRB Jasmina Juras HUN Brigitta Csabai-Kaskötő |  |

| 1 agosto 2024 19:05 | Relatório | Estados Unidos | 18–20 | Lituânia       |  | Praça da Concórdia, Paris Árbitros: HKG Edmond Ho FRA Najib Chajiddine |  |
| 1 agosto 2024 19:05 | Relatório | Pts: Barry 9   |       | Pts: Pukelis 7 |  | Praça da Concórdia, Paris Árbitros: HKG Edmond Ho FRA Najib Chajiddine |  |

| 1 agosto 2024 19:35 | Relatório | China        | 17–22 | Polônia         |  | Praça da Concórdia, Paris Árbitros: FRA Najib Chajiddine ROU Vlad Ghizdareanu |  |
| 1 agosto 2024 19:35 | Relatório | Pts: Zhang 9 |       | Pts: Zamojski 9 |  | Praça da Concórdia, Paris Árbitros: FRA Najib Chajiddine ROU Vlad Ghizdareanu |  |

| 1 agosto 2024 22:35 | Relatório | Sérvia             | 19–16 | França         |  | Praça da Concórdia, Paris Árbitros: HKG Edmond Ho POL Marek Maliszewski |  |
| 1 agosto 2024 22:35 | Relatório | Pts: Majstorović 9 |       | Pts: Seguela 7 |  | Praça da Concórdia, Paris Árbitros: HKG Edmond Ho POL Marek Maliszewski |  |

| 1 agosto 2024 23:05 | Relatório | Estados Unidos | 19–21 | Letônia        |  | Praça da Concórdia, Paris Árbitros: FRA Najib Chajiddine ROU Vlad Ghizdareanu |  |
| 1 agosto 2024 23:05 | Relatório | Pts: Barry 10  |       | Pts: Miezis 10 |  | Praça da Concórdia, Paris Árbitros: FRA Najib Chajiddine ROU Vlad Ghizdareanu |  |

| 2 agosto 2024 10:05 | Relatório | Lituânia        | 21–16 | China       |  | Praça da Concórdia, Paris Árbitros: POL Marek Maliszewski HUN Brigitta Csabai-Kaskötő |  |
| 2 agosto 2024 10:05 | Relatório | Pts: Džiaugys 9 |       | Pts: Zhao 6 |  | Praça da Concórdia, Paris Árbitros: POL Marek Maliszewski HUN Brigitta Csabai-Kaskötő |  |

| 2 agosto 2024 10:35 | Relatório | Polônia         | 17–21 | Países Baixos                          |  | Praça da Concórdia, Paris Árbitros: USA Deanna Jackson SRB Jasmina Juras |  |
| 2 agosto 2024 10:35 | Relatório | Pts: Zamojski 8 |       | Pts: De Jong, Slagter, Van der Horst 6 |  | Praça da Concórdia, Paris Árbitros: USA Deanna Jackson SRB Jasmina Juras |  |

| 2 agosto 2024 13:25 | Relatório | Países Baixos  | 19–18 | Lituânia       |  | Praça da Concórdia, Paris Árbitros: USA Deanna Jackson SRB Jasmina Juras |  |
| 2 agosto 2024 13:25 | Relatório | Pts: De Jong 6 |       | Pts: Pukelis 7 |  | Praça da Concórdia, Paris Árbitros: USA Deanna Jackson SRB Jasmina Juras |  |

| 2 agosto 2024 14:05 | Relatório | França          | 20–22 | Letônia        |  | Praça da Concórdia, Paris Árbitros: HUN Brigitta Csabai-Kaskötő POL Marek Maliszewski |  |
| 2 agosto 2024 14:05 | Relatório | Pts: Seguela 10 |       | Pts: Miezis 10 |  | Praça da Concórdia, Paris Árbitros: HUN Brigitta Csabai-Kaskötő POL Marek Maliszewski |  |

| 2 agosto 2024 18:35 | Relatório | França         | 19–21 | Estados Unidos |  | Praça da Concórdia, Paris Árbitros: CHN Shi Qirong HKG Edmond Ho |  |
| 2 agosto 2024 18:35 | Relatório | Pts: Seguela 7 |       | Pts: Barry 16  |  | Praça da Concórdia, Paris Árbitros: CHN Shi Qirong HKG Edmond Ho |  |

| 2 agosto 2024 19:05 | Relatório | Letônia                | 21–14 | Sérvia             |  | Praça da Concórdia, Paris Árbitros: SUI Markos Michaelides ROU Vlad Ghizdareanu |  |
| 2 agosto 2024 19:05 | Relatório | Pts: Lācis, Lasmanis 8 |       | Pts: Majstorović 7 |  | Praça da Concórdia, Paris Árbitros: SUI Markos Michaelides ROU Vlad Ghizdareanu |  |

| 2 agosto 2024 22:05 | Relatório | Sérvia             | 21–12 | Polônia        |  | Praça da Concórdia, Paris Árbitros: HKG Edmond Ho FRA Najib Chajiddine |  |
| 2 agosto 2024 22:05 | Relatório | Pts: Majstorović 7 |       | Pts: Bogucki 6 |  | Praça da Concórdia, Paris Árbitros: HKG Edmond Ho FRA Najib Chajiddine |  |

| 2 agosto 2024 22:35 | Relatório | China       | 17–21 | Estados Unidos |  | Praça da Concórdia, Paris Árbitros: KOR Kim Ga-in ROU Vlad Ghizdareanu |  |
| 2 agosto 2024 22:35 | Relatório | Pts: Zhao 9 |       | Pts: Barry 14  |  | Praça da Concórdia, Paris Árbitros: KOR Kim Ga-in ROU Vlad Ghizdareanu |  |

| 4 agosto 2024 17:30 | Relatório | França                     | 21–12 | China        |  | Praça da Concórdia, Paris Árbitros: SRB Jasmina Juras ROU Vlad Ghizdareanu |  |
| 4 agosto 2024 17:30 | Relatório | Pts: Dussoulier, Rambaut 6 |       | Pts: Zhang 4 |  | Praça da Concórdia, Paris Árbitros: SRB Jasmina Juras ROU Vlad Ghizdareanu |  |

| 4 agosto 2024 18:00 | Relatório | Polônia           | 16–22 | Letônia        |  | Praça da Concórdia, Paris Árbitros: HUN Brigitta Csabai-Kaskötő HKG Edmond Ho |  |
| 4 agosto 2024 18:00 | Relatório | Pts: Sokołowski 6 |       | Pts: Miezis 13 |  | Praça da Concórdia, Paris Árbitros: HUN Brigitta Csabai-Kaskötő HKG Edmond Ho |  |

| 4 agosto 2024 18:35 | Relatório | Lituânia        | 20–18 | Sérvia              |  | Praça da Concórdia, Paris Árbitros: SUI Markos Michaelides ROU Vlad Ghizdareanu |  |
| 4 agosto 2024 18:35 | Relatório | Pts: Pukelis 10 |       | Pts: Majstorović 10 |  | Praça da Concórdia, Paris Árbitros: SUI Markos Michaelides ROU Vlad Ghizdareanu |  |

| 4 agosto 2024 19:05 | Relatório | Estados Unidos               | 6–21 | Países Baixos   |  | Praça da Concórdia, Paris Árbitros: HKG Edmond Ho SRB Jasmina Juras |  |
| 4 agosto 2024 19:05 | Relatório | Pts: Barry, Maddox, Travis 2 |      | Pts: De Jong 11 |  | Praça da Concórdia, Paris Árbitros: HKG Edmond Ho SRB Jasmina Juras |  |

## Fase final
|  | Play-in       | Play-in             |             |    | Semifinal | Semifinal           |                     |  | Final | Final |
|  |               |                     |             |    |           |                     |                     |  |       |       |
|  |               |                     |             |    |           |                     |                     |  |       |       |
|  |               |                     |             |    |           |                     |                     |  |       |       |
|  |               |                     |             |    |           |                     |                     |  |       |       |
|  | 5 de agosto   |                     |             |    |           |                     |                     |  |       |       |
|  |               |                     |             |    |           |                     |                     |  |       |       |
|  | Letônia       | 14                  |             |    |           |                     |                     |  |       |       |
|  | Letônia       | 14                  | 4 de agosto |    |           |                     |                     |  |       |       |
|  |               |                     | França      | 21 |           |                     |                     |  |       |       |
|  | Sérvia        | 19                  | França      | 21 |           |                     |                     |  |       |       |
|  | Sérvia        | 19                  | 5 de agosto |    |           |                     |                     |  |       |       |
|  | França        | 22                  |             |    |           |                     |                     |  |       |       |
|  | França        | 22                  | França      | 17 |           |                     |                     |  |       |       |
|  |               |                     | França      | 17 |           |                     |                     |  |       |       |
|  |               | Países Baixos (pro) | 18          |    |           |                     |                     |  |       |       |
|  |               | Países Baixos (pro) | 18          |    |           |                     |                     |  |       |       |
|  | 5 de agosto   |                     |             |    |           |                     |                     |  |       |       |
|  |               |                     |             |    |           |                     |                     |  |       |       |
|  | Países Baixos | 20                  |             |    |           |                     |                     |  |       |       |
|  | Países Baixos | 20                  | 4 de agosto |    |           |                     |                     |  |       |       |
|  |               |                     | Lituânia    | 9  |           | Disputa pelo bronze | Disputa pelo bronze |  |       |       |
|  | Lituânia      | 21                  | Lituânia    | 9  |           | Disputa pelo bronze | Disputa pelo bronze |  |       |       |
|  | Lituânia      | 21                  | 5 de agosto |    |           |                     |                     |  |       |       |
|  | Polônia       | 15                  |             |    |           |                     |                     |  |       |       |
|  | Polônia       | 15                  | Letônia     | 18 |           |                     |                     |  |       |       |
|  |               |                     |             |    |           |                     |                     |  |       |       |
|  | Lituânia      | 21                  |             |    |           |                     |                     |  |       |       |
|  | Lituânia      | 21                  |             |    |           |                     |                     |  |       |       |

### Play-in
| 4 agosto 2024 21:30 | Relatório | Lituânia                  | 21–15 | Polônia           |  | Praça da Concórdia, Paris Árbitros: SRB Jasmina Juras FRA Najib Chajiddine |  |
| 4 agosto 2024 21:30 | Relatório | Pts: Džiaugys, Vingelis 9 |       | Pts: Sokołowski 7 |  | Praça da Concórdia, Paris Árbitros: SRB Jasmina Juras FRA Najib Chajiddine |  |

| 4 agosto 2024 22:05 | Relatório | Sérvia          | 19–22 | França         |  | Praça da Concórdia, Paris Árbitros: ROU Vlad Ghizdareanu USA Deanna Jackson |  |
| 4 agosto 2024 22:05 | Relatório | Pts: Stojačić 8 |       | Pts: Rambaut 8 |  | Praça da Concórdia, Paris Árbitros: ROU Vlad Ghizdareanu USA Deanna Jackson |  |

### Semifinal
| 5 agosto 2024 18:00 | Relatório | Países Baixos  | 20–9 | Lituânia       |  | Praça da Concórdia, Paris Árbitros: SUI Markos Michaelides USA Deanna Jackson |  |
| 5 agosto 2024 18:00 | Relatório | Pts: De Jong 8 |      | Pts: Pukelis 4 |  | Praça da Concórdia, Paris Árbitros: SUI Markos Michaelides USA Deanna Jackson |  |

| 5 agosto 2024 19:00 | Relatório | Letônia          | 14–21 | França            |  | Praça da Concórdia, Paris Árbitros: HUN Brigitta Csabai-Kaskötő HKG Edmond Ho |  |
| 5 agosto 2024 19:00 | Relatório | Pts: Lasmanis 11 |       | Pts: Dussoulier 9 |  | Praça da Concórdia, Paris Árbitros: HUN Brigitta Csabai-Kaskötő HKG Edmond Ho |  |

### Disputa pelo bronze
| 5 agosto 2024 21:30 | Relatório | Letônia         | 18–21 | Lituânia        |  | Praça da Concórdia, Paris Árbitros: SUI Markos Michaelides USA Deanna Jackson |  |
| 5 agosto 2024 21:30 | Relatório | Pts: Lasmanis 9 |       | Pts: Vingelis 9 |  | Praça da Concórdia, Paris Árbitros: SUI Markos Michaelides USA Deanna Jackson |  |

### Final
| 5 agosto 2024 22:30 | Relatório | França                     | 17–18 (pro) | Países Baixos  |  | Praça da Concórdia, Paris Árbitros: ROU Vlad Ghizdareanu SRB Jasmina Juras |  |
| 5 agosto 2024 22:30 | Relatório | Pts: Dussoulier, Seguela 5 |             | Pts: De Jong 7 |  | Praça da Concórdia, Paris Árbitros: ROU Vlad Ghizdareanu SRB Jasmina Juras |  |

## Classificação final
| Pos.              | Seleção        |
| ----------------- | -------------- |
| Medalha de ouro   | Países Baixos  |
| Medalha de prata  | França         |
| Medalha de bronze | Lituânia       |
| 4                 | Letônia        |
| 5                 | Sérvia         |
| 6                 | Polônia        |
| 7                 | Estados Unidos |
| 8                 | China          |

## Seleção do torneio
Os prêmios foram anunciados pela FIBA em 7 de agosto de 2024.
| All-Stars         | All-Stars |
| ----------------- | --------- |
| Worthy de Jong    |           |
| Lucas Dussoulier  |           |
| Aurelijus Pukelis |           |
| MVP               |           |
| Worthy de Jong    |           |

## Estatísticas

### Maiores pontuadores
| Pos. | Jogador           | Pontos |
| ---- | ----------------- | ------ |
| 1    | Kārlis Lasmanis   | 67     |
| 2    | Worthy de Jong    | 65     |
| 3    | Aurelijus Pukelis | 63     |
| 4    | Nauris Miezis     | 59     |
| 4    | Canyon Barry      | 59     |

Fonte: FIBA 3x3